# 仙台シネマ認定制度
仙台シネマ認定制度（せんだいしねまにんていせいど）は宮城県仙台市が創設した制度で、認定映画作品のPRを自治体や地域が積極的に後押しすることで、地域振興へと繋げていくのが狙い。
認定作品は、題材やロケーション等で仙台市を採り上げるなど、制作過程で仙台市との深い関わりを築いた新作映画の中から選択される。

## 認定作品
- 重力ピエロ（2009年2月認定、同年4月25日宮城県先行公開、同年5月23日全国公開）
- ゴールデンスランバー（2009年12月認定、2010年1月30日全国公開）
- ポテチ（2012年2月認定、同年4月7日宮城県先行公開、同年5月12日全国公開）
- Wake Up, Girls!（2014年1月10日認定、同日全国公開　仙台シネマ認定初のアニメ作品である）
- 俺物語!!（2015年11月12日認定、同年10月31日全国公開）